# Makó-Újvásártér megállóhely
Makó-Újvásártér megállóhely egy Csongrád-Csanád vármegyei megállóhely, melyet a MÁV üzemeltet. A személyszállítás szünetel.

## Áthaladó vasútvonalak
A megállóhelyet a következő vasútvonalak érintik:
- Tiszatenyő–Hódmezővásárhely–Makó-vasútvonal

## Kapcsolódó állomások
A megállóhelyhez az alábbi állomások vannak a legközelebb:
- Makó-Újváros vasútállomás (Tiszatenyő–Hódmezővásárhely–Makó-vasútvonal)
- Makó vasútállomás (Tiszatenyő–Hódmezővásárhely–Makó-vasútvonal)

## Forgalom
A megállóhelyen és a rajta áthaladó vasútvonal egy szakaszán a személyszállítás 2009. december 13-a óta szünetel.

## Megközelítése
A megállóhely Makó keleti szélén helyezkedik el, közúti megközelítését a 43-as főútból kiágazó önkormányzati út biztosítja.